# Chillarón de Cuenca (kommun)
Chillarón de Cuenca är en kommun i Spanien.   Den ligger i provinsen Provincia de Cuenca och regionen Kastilien-La Mancha, i den centrala delen av landet, 130 km öster om huvudstaden Madrid. Antalet invånare är 604. Arean är 39 kvadratkilometer.
Terrängen i Chillarón de Cuenca är platt åt sydväst, men åt nordost är den kuperad.